# На даче (картина)
«На даче» («Семейное счастье») — живописное полотно Константина Сомова (1869—1939), написанное в 1898—1900 годах, после возвращения художника из Парижа. Картина находится в коллекции Третьяковской галереи.

## Описание
На картине изображён вид сверху, с балкона дачного дома, на утопающий в зелени уголок парка. На освещённой солнцем узкой лавке сидят, обнявшись, мужчина и женщина — вероятно, молодые родители. Рядом лежит раскрытая книга. Лавочка задаёт диагональ и делит композицию на две части. Светлый наряд женщины, выделяясь ярким пятном на фоне зелени и гравия, притягивает внимание зрителя. На противоположном конце условной диагонали — склонившаяся фигура няни в тёмном платье, держащая на руках писающего младенца.
По мнению искусствоведа Анны Завьяловой, художник здесь обратился к традиции голландской живописи. Мотив писающего младенца как аллегория непосредственности детства, был широко распространен в искусстве Голландии и Фландрии XVII века и встречается в работах Рембрандта, Рубенса, Йорданса и других мастеров. В то же время для русского искусства он совершенно нетипичен, и его аллегорическое значение не было известно Сомову и его современникам.
Цитата из голландского искусства, оказавшись в чуждом ей культурном контексте конца XIX века, привнесла в сцену семейной идиллии язвительную сатиру. Вероятно, картина представляет взгляд художника на семью его старшего брата Александра Сомова.
Константин делился с ним своими проблемами, интересами, творческими планами и замыслами, ища у старшего брата понимание и поддержку. Однако после женитьбы и рождения детей Александр стал уделять меньше внимания творчеству брата и вопросам искусства.
В 1897 году братья провели много времени вместе в Сергиеве, на даче под Петербургом, — что нашло своё отражение в пастели «Беседка». Два года спустя, вернувшись из Парижа, Сомов вновь провёл там лето с родителями и семьёй брата. Однако теперь художника, переполненного парижскими впечатлениями, охватило чувство одиночества. В письме Анне Остроумовой он описывал царившую в семье атмосферу:

«Родители говорят о смерти, о внуках, брат о жене и о пелёнках, о болезнях и о кашле детей, о службе, никому нет дела до того, что [не] касается непосредственно с их личными интересами; о искусстве, конечно, никто не печётся, потому я, которого они все любят, — один, непричастный к их жизни»— Константин Сомов
Возможно, в этой ситуации Сомов поместил писающего младенца в своё произведение как свидетельство господства обыденности в новой жизни своего брата.